# 弗拉季莫夫
弗拉季莫夫是捷克的城鎮，位於該國東部奧斯特拉維采河右岸，由摩拉維亞-西利西亞州負責管轄，面積14.14平方公里，海拔高度250米，2006年人口6,712。

## 外部連結
- （捷克文） Official website （页面存档备份，存于）

49°46′3″N 18°18′56″E / 49.76750°N 18.31556°E